# Tackhead
I Tackhead sono un gruppo industrial-rap formatosi a New York e attivo tra la fine degli anni '80 e i primi anni '90. Il gruppo si è poi ricostituito nel 2004.

## Formazione
- Keith LeBlanc - percussioni, batteria
- Skip McDonald - chitarra, tastiere, cori
- Doug Wimbish - basso, tastiere, cori
- Bernard Fowler - voce
- Adrian Sherwood - produzione, effetti

## Discografia
Album studio
- 1988 - Tackhead Tape Time
- 1989 - Friendly as a Hand Grenade
- 1990 - Strange Things
- 2014 - For the Love of Money

Raccolte
- 1994 - Power Inc. Volume 1
- 1994 - Power Inc. Volume 2
- 1997 - Power Inc. Volume 3 (Live)
- 2006 - Tackhead Sound Cash (Remix)